# 八向村
八向村（やむきむら）は山形県最上郡にあった村。現在の新庄市南西端、陸羽西線升形駅周辺にあたる。

## 地理
- 河川：最上川

## 歴史
- 1889年（明治22年）4月1日 - 町村制の施行により、本合海町村、升形村の区域をもって発足。
- 1921年（大正10年）5月23日 - 村役場が移転[1]。
- 1956年（昭和31年）9月30日 - 新庄市に編入。同日八向村廃止。

## 交通

### 鉄道路線
- 日本国有鉄道
  - 陸羽西線
    - 升形駅

現在は旧村域に羽前前波駅が所在するが、当時は未開業。

### 道路
- 鶴岡街道（現・国道47号）